# Friedrich Breyer
Friedrich Breyer (* 13. August 1950 in Berlin) ist ein deutscher Ökonom. Er war bis 2020 Inhaber des Lehrstuhls für Volkswirtschaftslehre, insbesondere Wirtschafts- und Sozialpolitik an der Universität Konstanz und ist Mitglied des Wissenschaftlichen Beirats beim Bundesministerium für Wirtschaft und Klimaschutz.

## Leben
Breyer studierte von 1970 bis 1974 Volkswirtschaftslehre an der Freien Universität Berlin, der London School of Economics and Political Science (LSE) und der Ruprecht-Karls-Universität Heidelberg. An dieser war er von 1975 bis 1985 wissenschaftlicher Mitarbeiter und promovierte 1978 am Lehrstuhl für Wirtschaftstheorie bei Malte Faber mit der Note Summa cum laude zum Dr. rer. pol.
Im akademischen Jahr 1980/81 forschte er am National Bureau of Economic Research an der Stanford University unter dem Gesundheitsökonomen Victor R. Fuchs.
Im Jahr 1983 habilitierte er sich an der Universität Heidelberg mit einer Arbeit über Die Nachfrage nach medizinischen Leistungen. Im akademischen Jahr 1985/86 vertrat er einen Lehrstuhl für Mikroökonomische Theorie an der Universität Osnabrück, bevor er 1986 auf eine C3-Professur für Volkswirtschaftslehre, insbesondere Wirtschafts- und Sozialpolitik an der Fernuniversität in Hagen berufen wurde. Im Jahr 1992 übernahm er dann eine gleichnamige C4-Professur an der Universität Konstanz.
Seit 2000 ist er Mitglied im Wissenschaftlichen Beirats beim Bundesministerium für Wirtschaft und Klimaschutz und war von 2008 bis 2010 dessen stellvertretender Vorsitzender. Zudem hatte er von 2000 bis 2015 eine Forschungsprofessur am Deutschen Institut für Wirtschaftsforschung (DIW) Berlin inne.
Neben seiner Forschungs- und Lehrtätigkeit engagierte er sich besonders in der Akademischen Selbstverwaltung. So war er von 2003 bis 2006 und von 2009 bis 2013 Dekan der Sektion für Politik, Recht und Wirtschaft der Universität Konstanz und von 2008 bis 2016 Mitglied des Fachkollegiums Wirtschaft der Deutschen Forschungsgemeinschaft (DFG). Im Jahr 2008 war er Mitgründer der Deutschen Gesellschaft für Gesundheitsökonomie (dggö) und von 2012 bis 2013 deren Vorsitzender. Von 2013 bis 2016 war er Mitglied im Executive Board der von ihm 2013 mitbegründeten European Health Economics Association (EuHEA). Seit 2019 gehört er dem Engeren Vorstand des Vereins für Socialpolitik als Schatzmeister an. Er ist Mitglied im Netzwerk Wissenschaftsfreiheit.
Er ist verheiratet und hat drei Kinder. Sein Sohn ist der Fernsehjournalist Jochen Breyer.

## Forschungsschwerpunkte
Breyers Forschungsgebiete umfassen die Neue Politische Ökonomie, die Gesundheitsökonomie und die Ökonomie der Alterssicherung. In neuerer Zeit rückte die nachhaltige Finanzierung der Sozialversicherung in den Fokus seiner Forschung. In seiner wichtigsten Arbeit On the Intergenerational Pareto Efficiency of Pay-as-you-go Financed Pension Systems konnte er 1989 beweisen, dass ein Übergang vom Umlage- zum Kapitaldeckungsverfahren in der Rentenversicherung nicht für alle Generationen vorteilhaft sein kann. Diese Arbeit wurde international über 400-mal zitiert.
Breyer gehörte viele Jahre lang zu den produktivsten Forschern in der VWL im deutschsprachigen Raum. So wurde er im Handelsblatt-Ökonomen-Ranking 2010 in der Liste Top 100 Forscher (Lebenswerk) auf Rang 72 gelistet.

## Privates
Im Jahr 2005 wurde er Deutscher Seniorenmeister im 800-Meter-Lauf in der Klasse M55.

## Schriften (Auswahl)

### Lehrbücher
- Ökonomie des Sozialstaats, 3. Aufl., Berlin u. a. 2021 (mit Wolfgang Buchholz)
- Mikroökonomik. Eine Einführung, 7. Aufl. Berlin u. a. 2020
- Grundlagen der Wirtschaftspolitik, 4. Aufl. Tübingen 2014 (mit Martin Kolmar)
- Gesundheitsökonomik, 6. Aufl., Berlin u. a. 2013 (mit Peter Zweifel und Mathias Kifmann)

### Wissenschaftliche Aufsätze
- How you ask is what you get: Framing effects in Willingness-to-pay for a QALY, Social Science & Medicine 150 (2016), 40-48 (mit Marlies Ahlert und Lars Schwettmann).
- Health Care Expenditures and Longevity: Is there a Eubie Blake Effect?, European Journal of Health Economics 16 (2015), 95-112 (mit Normann Lorenz und Thomas Niebel).
- Fairness of Public Pensions and Old-Age Poverty, FinanzArchiv 65 (2009), 358-380 (mit Stefan Hupfeld).
- Are National Pension Systems Efficient if Labor is (Im)perfectly Mobile?, Journal of Public Economics 83 (2002), 347-374 (mit Martin Kolmar).
- Demographic Change, Endogenous Labor Supply, and the Political Feasibility of Pension Reform, Journal of Population Economics 14 (2001), 409-424 (mit Klaus Stolte).
- Steady-State Welfare Effects of Social Security in a Large Open Economy, in: B. Felderer (Hg.), Public Pension Economics, Journal of Economics (1993), Suppl. 7, 43-49 (mit David E. Wildasin).
- Distribution Effects of Coinsurance Options in Social Health Insurance Systems, in: G. López-Casasnovas (Hg.), Incentives in Health Systems, Berlin u. a. (1991).
- On the Intergenerational Pareto Efficiency of Pay-as-you-go Financed Pension Systems, Journal of Institutional and Theoretical Economics 145 (1989), 643-658.
- Rational Purchase of Medical Care and Differential Insurance Coverage for Diagnostic Services, Journal of Health Economics 1 (1982), 147-156.
- Variable Resource Endowments and the Convexity of the Attainable Consumption Set, in: W. Eichhorn u. a. (Hg.), Economic Theory of Natural Resources, Würzburg/Wien 1982, 223-233 (mit Winfried Reiß).